# Sammy Baloji
Sammy Baloji (Lubumbashi, 29 december 1978) is een fotograaf uit Congo-Kinshasa.

## Levensloop
Baloji woont in Brussel, België. Hij studeerde af in literatuur en menswetenschappen aan de universiteit van Lubumbashi.
Na zijn studie begon hij in eerste instantie te werken als striptekenaar en legde zich daarna toe op videokunst en fotografie. Hij maakte veel reportages over zijn eigen omgeving in de provincie Katanga. Terugkerende thema's in zijn werk zijn etnografische exploitatie, architectuur en urbanisme, zoals de exploitatie van mens en milieu in het Congolese stadslandschap. Bij zijn architectonische werk wordt hij veelal gehinderd door verboden van panoramavrijheid voor openbare gebouwen.
Hij exposeerde wereldwijd, zoals in 2006 in Brussel en Mémoire in 2010 in Amsterdam. Baloji nam deel aan de Bamako African Photography Encounters in 2007, de Lyon Biennale in 2015, de Venetië Biennale in 2015, het PhotoQuai festival bij Quai Branly Museum in Parijs in 2015, de Dakar Biennale in 2016 en documenta 14 in 2017. Zijn werk is tentoongesteld bij het Royal Museum of Central Africa in Tervuren, het Kunstmuseum aan Zee in Oostende, Tate Modern in Londen, het Africa Center in New York en the Smithsonian National Museum of African Art in Washington, DC en Framer Framed in Amsterdam in 2018.
In 2021 was de sculptuur Johari - Brass Band tijdelijk te zien in DE SINGEL in Antwerpen, op het podium van de Blauwe zaal. DE SINGEL leende het werk van Grand Palais in Parijs, waar het een tijdje voor de hoofdingang stond.
Op 3 juni 2022 werd zijn werk The Long Hand aan de Scheldekaaien in Antwerpen onthuld. Het was het eerste beeld van Baloji dat was gemaakt voor permanente plaatsing in de openbare ruimte.

## Erkenning
Met Memory werd Baloji in 2007 onderscheiden met een prijs van de Malinese Bamako Fotografie Biënnale. In 2009 werd hij onderscheiden met een Prins Claus Prijs.

## Galerij

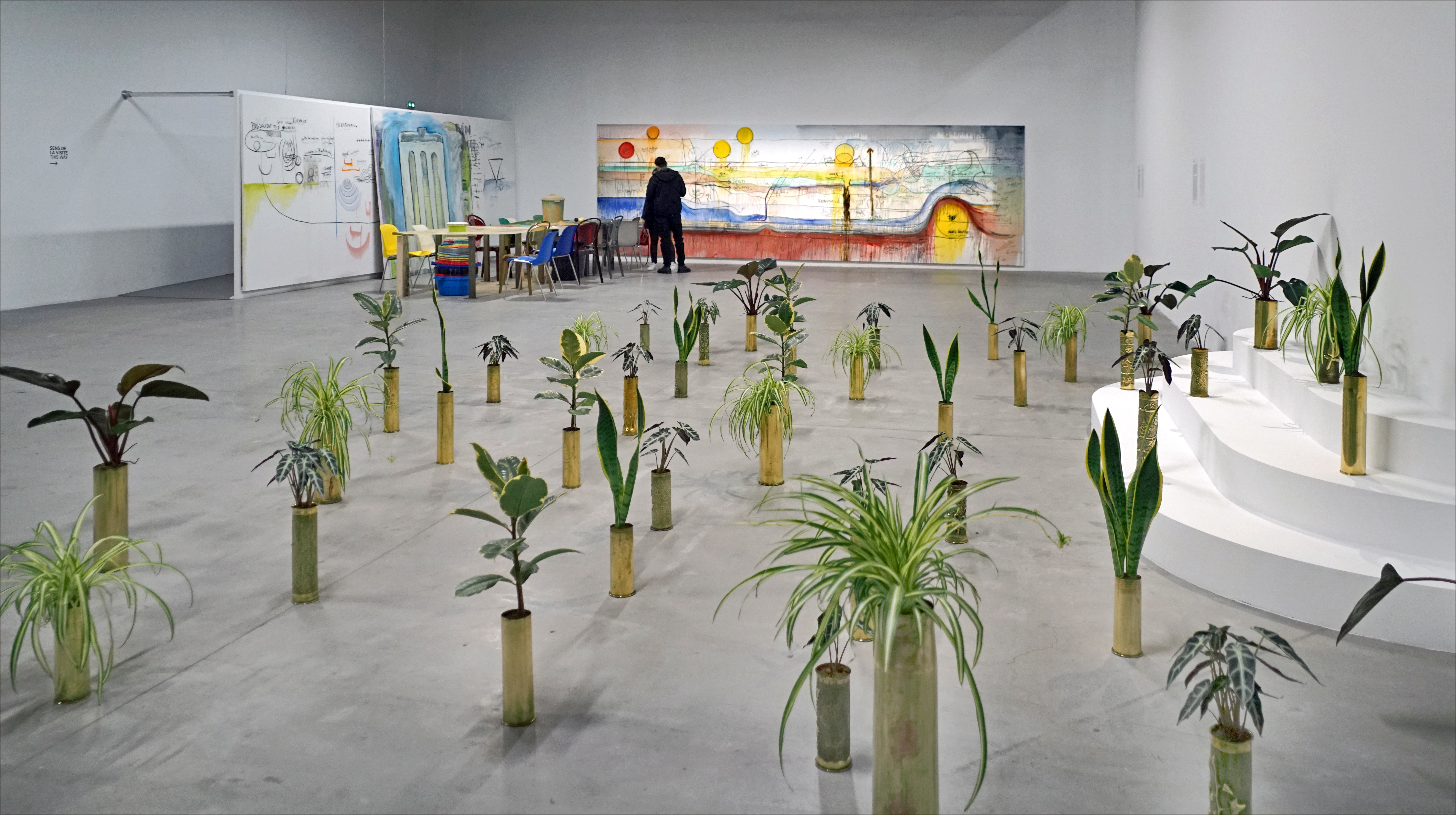
Installatie van Sammy Baloji (Palais de Tokyo, Parijs)
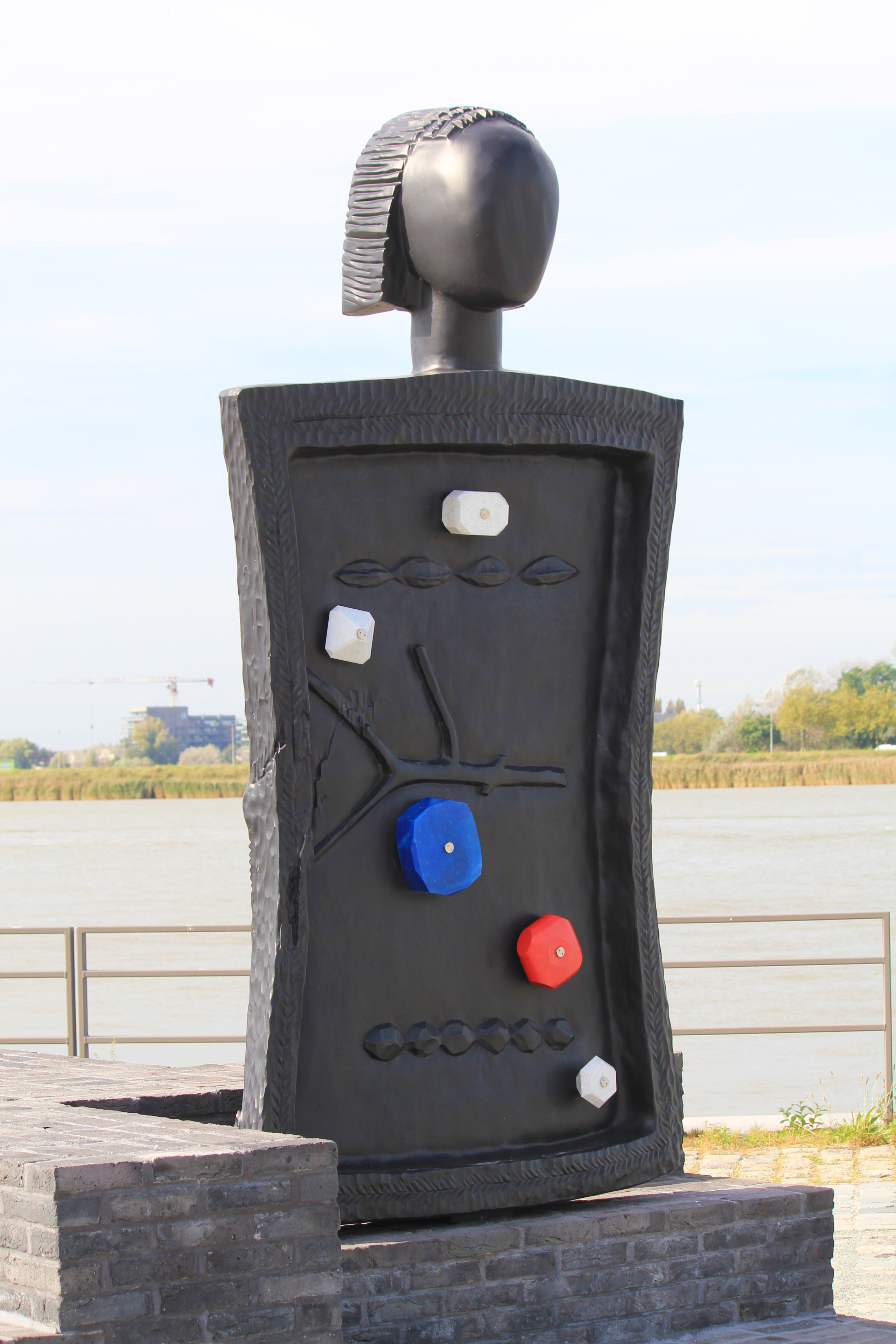
The Long Hand (Antwerpen)